# 1968 en bande dessinée
| Années de la bande dessinée : 1965 - 1966 - 1967 - 1968 - 1969 - 1970 - 1971    |
| Décennies de la bande dessinée : 1930 - 1940 - 1950 - 1960 - 1970 - 1980 - 1990 |

Cet article présente les faits marquants de l'année 1968 en bande dessinée.

## Évènements
- Pays-Bas : Kees Kousemaker fonde la librairie et galerie d'art Lambiek à Amsterdam. Elle deviendra une référence en matière de bande dessinée.
- Japon, 2 juillet : premier numéro du magazine Shōnen Jump, un bimensuel qui un an plus tard deviendra hebdomadaire sous le nom Weekly Shōnen Jump.
- Parution du premier numéro du comics underground Zap Comix de Robert Crumb.
- Parution du premier Tintin Sélection en décembre 1968, trimestriel, supplément hors-série du Journal de Tintin.

## Nouveaux albums
Voir : Albums de bande dessinée sortis en 1968

### Franco-Belge
| Sortie | Titre       | Scénariste | Dessinateur | Coloriste | Éditeur |
| ------ | ----------- | ---------- | ----------- | --------- | ------- |
| ?      | à compléter |            |             |           |         |
| ?      | …           |            |             |           |         |

### Comics
| Sortie | Titre       | Scénariste | Dessinateur | Coloriste | Éditeur |
| ------ | ----------- | ---------- | ----------- | --------- | ------- |
| ?      | à compléter |            |             |           |         |
| ?      | …           |            |             |           |         |

### Mangas
| Sortie | Titre       | Scénariste | Dessinateur | Coloriste | Éditeur |
| ------ | ----------- | ---------- | ----------- | --------- | ------- |
| ?      | à compléter |            |             |           |         |
| ?      | …           |            |             |           |         |

## Naissances
- 26 janvier : Alain Ayroles, scénariste français (Garulfo, De cape et de crocs)
- 3 février : Philippe Aymond, dessinateur français
- 5 février : Virginie Broquet, dessinatrice française
- 15 mars : Laurent Cagniat, auteur français (Vauriens, Pitchi Poï)
- 22 mars : Olivier Josso
- 29 mai : Christophe Girard
- 11 juin : Ikuko Hatoyama, auteure de manga
- 23 juin : ChrisCross, dessinateur de comics
- 30 juillet : Alain Janolle
- 11 septembre : Christian Barranger
- 18 septembre : John Porcellino
- 29 septembre : Pierre Druilhe
- 23 octobre : Gary Erskine, dessinateur de comics
- 27 octobre : Alain Auderset, auteur suisse
- 11 décembre : Avy Jetter, auteure de bande dessinée et dessinatrice américaine
- 13 décembre : Joseph Michael Linsner, auteur de comics
- Jean-Claude Cassini, Richard Isanove, Stéphan Agosto, Guillaume Bouzard, Colonel Moutarde, Serge Huo-Chao-Si,Jennifer L. Holm, Art Baltazar, Fabien Laouer

## Décès
- 22 février : Peter Arno
- mars : Rocco Mastroserio, dessinateur de comics
- 20 avril : Rudolph Dirks (91 ans)
- 9 mai : Harold Gray, auteur de comics
- Étienne Le Rallic, auteur français spécialiste des scènes équestres